# Cratere Brayley
Brayley è un cratere lunare di 14,17 km situato nella parte nord-occidentale della faccia visibile della Luna.
Il cratere è dedicato al geografo britannico Edward William Brayley.

## Crateri correlati
Alcuni crateri minori situati in prossimità di Brayley sono convenzionalmente identificati, sulle mappe lunari, attraverso una lettera associata al nome.
| Brayley | Coordinate            | Diametro (in km) |
| ------- | --------------------- | ---------------- |
| B       | 20°43′48″N 34°18′36″W | 9,23             |
| C       | 21°23′24″N 39°27′36″W | 7,99             |
| D       | 20°01′12″N 32°52′48″W | 6,18             |
| E       | 21°16′12″N 39°49′12″W | 4,67             |
| F       | 21°05′24″N 34°06′00″W | 4,55             |
| G       | 24°10′12″N 36°26′24″W | 4,34             |
| K       | 21°12′36″N 41°43′12″W | 3,23             |
| L       | 20°54′36″N 42°39′00″W | 3,48             |
| S       | 25°03′36″N 36°45′36″W | 2,89             |